# Amphilepis
Genre
Amphilepis est un genre d'ophiures de la famille des Amphilepididae.

## Liste d'espèces
Selon World Register of Marine Species (13 mars 2021) :
- Amphilepis guerini Cherbonnier & Guille, 1978
- Amphilepis ingolfiana Mortensen, 1933
- Amphilepis mobilis Koehler, 1904
- Amphilepis neozelandica Mills & O'Hara, 2010
- Amphilepis norvegica (Ljungman, 1865)
- Amphilepis nuda Tommasi, 1976
- Amphilepis papyracea Lyman, 1879
- Amphilepis patens Lyman, 1879
- Amphilepis pycnostoma (H.L. Clark, 1911)
- Amphilepis scutata Mortensen, 1933
- Amphilepis tenuis Lyman, 1879
- Amphilepis teodorae Tommasi & Abreu, 1974

Amphilepis scutata